# Palumbia fasciatus
Palumbia fasciatus är en tvåvingeart som först beskrevs av Macquart 1834.  Palumbia fasciatus ingår i släktet Palumbia och familjen blomflugor. Inga underarter finns listade i Catalogue of Life.